# Амоду, Шайбу
Шайбу Амоду (англ. Shaibu Amodu; 18 апреля 1958, Эдо — 10 июня 2016, Лагос, Лагос) — нигерийский тренер по футболу.

## Карьера футболиста
На позиции нападающего играл за Думез и Нигер Торнадос. Его игровая карьера закончилась после того, как он сломал ногу.

## Карьера тренера
Тренировал несколько клубов в Нигерии, таких как «БСК Лайонз», «Эль-Канеми Уорриорз» и «Шутинг Старз». Он также тренировал южноафриканский клуб «Орландо Пайретс».
Сначала он руководил сборной Нигерии с апреля 2001 года по февраль 2002 года. Позже он заявил, что его увольнение было «несправедливым», и что через месяц, он ещё не получил официальное письмо, подтверждающее его увольнение.
Он был вновь назначен менеджером в апреле 2008 года. В декабре 2009 года Футбольная федерация Нигерии заявила, что Шайбу находится под давлением, а в январе 2010 года было рассмотрено его будущее в качестве тренера сборной. В феврале 2010 года он был уволен.
В мае 2013 года Амоду был назначен техническим директором национальной сборной Нигерии.
В октябре 2014 года он был вновь назначен главным тренером «суперорлов», сменив на посту Стивена Кеши. Это стало пятым приглашением в сборную в качестве руководителя. Через 2 недели Кеши вернулся к обязанностям тренера, но в июле 2015 года был уволен, и Амоду временно возглавил нигерийцев. В конце месяца его сменил Сандей Олисе.

## Смерть
Амоду умер 10 июня 2016 года, через 3 дня после смерти Стивена Кеши.